# Az Ausztráliai fővárosi terület közigazgatási egységei
Az Ausztráliai fővárosi terület magába foglalja magát a fővárost, Canberrát, valamint a környező külvárosokat és elővárosokat.

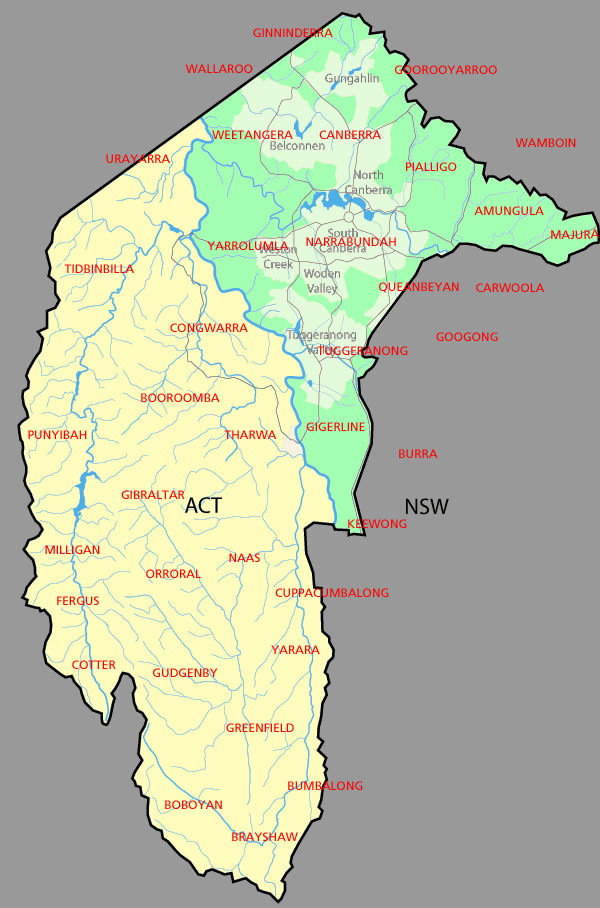
Az ausztráliai fővárosi terület kistérségei

## Az Ausztráliai fővárosi terület települései
A listában a településnév mögött lévő szám az adott hely postai irányítószáma.
- Acton
- Ainslie 2602
- Amaroo 2914
- Barton 2600
- Belconnen 2616
- Belconnen 2617
- Bonner
- Bonython 2905
- Braddon
- Bruce 2617
- Campbell
- Canberra 2600 (327,700)
- Canberra 2601 (327,700)
- Causeway 2604
- Chapman
- Charnwood 2615
- Chisholm 2905
- Cook 2615
- Deakin 2600
- Deakin West 2600
- Dickson
- Downer 2602
- Duffy
- Dunlop 2615
- Duntroon 2600
- Fadden 2904
- Fisher
- Forrest 2603
- Fyshwick 2609
- Gilmore
- Ginninderra Village 2913
- Gowrie 2904
- Greenway 2900
- Griffith 2603 (15,455)
- Gungahlin 2912
- Hackett
- Hall
- Harman 2600
- Harrison 2914
- Holder
- Hughes
- Jervis Bay 2540
- Kingston 2604
- Lyneham 2602
- Macarthur 2904
- Manuka 2603
- Mawson 2600
- Monash 2904
- Narrabundah 2604
- Nicholls 2913
- O'Connor 2602
- O'Malley 2606
- Palmerston
- Parkes
- Pearce 2607
- Phillip 2606
- Pialligo 2609
- Red Hill 2603
- Reid
- Richardson 2905
- Rivett 2611
- Russell 2600
- Stirling
- Symonston 2609
- Tharwa 2620
- Theodore 2905
- Torrens 2607
- Tuggeranong 2900
- Turner 2612
- Uriarra 2611
- Wanniassa 2903
- Waramanga 2611
- Watson 2602
- Weetangera
- Weston 2611
- Weston Creek 2611
- Woden 2606
- Yarralumla

## Az Ausztráliai fővárosi terület települései kerületekre lebontva
Belconnen kerület 26 városrészre, illetve külvárosra bontható.
| Belconnen kerület települései | Belconnen kerület települései |
| Külváros neve                 | Külváros népessége (fő)       |
| ----------------------------- | ----------------------------- |
| Aranda                        | 2412                          |
| Belconnen                     | 3057                          |
| Bruce                         | 3387                          |
| Charnwood                     | 3017                          |
| Cook                          | 2817                          |
| Dunlop                        | 5851                          |
| Emu Ridge                     | -                             |
| Evatt                         | 5497                          |
| Florey                        | 5105                          |
| Flynn                         | 3549                          |
| Fraser                        | 2156                          |
| Giralang                      | 3304                          |
| Hawker                        | 2826                          |
| Higgins                       | 3025                          |
| Holt                          | 4698                          |
| Kaleen                        | 7586                          |
| Latham                        | 3688                          |
| Lawson                        | -                             |
| Macgregor                     | 3488                          |
| Macquarie                     | 2385                          |
| McKellar                      | 2604                          |
| Melba                         | 3267                          |
| Page                          | 2695                          |
| Scullin                       | 2794                          |
| Spence                        | 2596                          |
| Weetangera                    | 2544                          |
| Összesen:                     | 84348                         |

Gungahlin kerület 18 városrészre, illetve külvárosra bontható.
| Gungahlin kerület települései | Gungahlin kerület települései |
| Külváros neve                 | Külváros népessége (fő)       |
| ----------------------------- | ----------------------------- |
| Amaroo                        | 5502                          |
| Bonner                        | 19                            |
| Casey*                        | 0                             |
| Crace*                        | 0                             |
| Forde*                        | -                             |
| Franklin*                     | -                             |
| Gungahlin                     | 3857                          |
| Harrison                      | 304                           |
| Jacka*                        | -                             |
| Kinleyside*                   | -                             |
| Kenny*                        | -                             |
| Mitchell                      | 4                             |
| Moncrieff*                    | -                             |
| Ngunnawal                     | 8939                          |
| Nicholls                      | 6990                          |
| Palmerston                    | 5711                          |
| Taylor*                       | -                             |
| Thorsby*                      | -                             |

Tuggeranong kerület 19 külvárosra, illetve városrészre bontható.
| Külváros neve   | Népessége (fő/2008) |
| --------------- | ------------------- |
| Banks           | 4907                |
| Bonython        | 3363                |
| Calwell         | 5929                |
| Chisholm        | 5378                |
| Conder          | 5051                |
| Fadden          | 3215                |
| Gilmore         | 2905                |
| Gordon          | 7869                |
| Gowrie          | 3226                |
| Greenway        | 1129                |
| Hume            | 6                   |
| Isabella Plains | 4317                |
| Kambah          | 15579               |
| Macarthur       | 1582                |
| Monash          | 5550                |
| Oxley           | 1788                |
| Richardson      | 3233                |
| Theodore        | 4109                |
| Wanniassa       | 7933                |
| Összesen:       | 87069               |

Woden Valley kerület 12 külvárosra, illetve városrészre bontható.
| Külváros neve | Népessége (fő/2008) |
| ------------- | ------------------- |
| Chifley       | 2325                |
| Curtin        | 5133                |
| Farrer        | 3360                |
| Garran        | 3175                |
| Hughes        | 2898                |
| Isaacs        | 2424                |
| Lyons         | 2444                |
| Mawson        | 2861                |
| O'Malley      | 684                 |
| Pearce        | 2509                |
| Philipp       | 1910                |
| Torrens       | 2265                |
| Összesen:     | 31988               |

A *-gal jelölt települések a jövőben kialakítandó külvárosok. Jelenleg nem rendelkeznek lakossággal.